# Mecranium amygdalinum
Mecranium amygdalinum är en tvåhjärtbladig växtart som först beskrevs av Louis Auguste Joseph Desrousseaux, och fick sitt nu gällande namn av Charles Wright. Mecranium amygdalinum ingår i släktet Mecranium och familjen Melastomataceae. Inga underarter finns listade i Catalogue of Life.